# 印度尼西亚首都

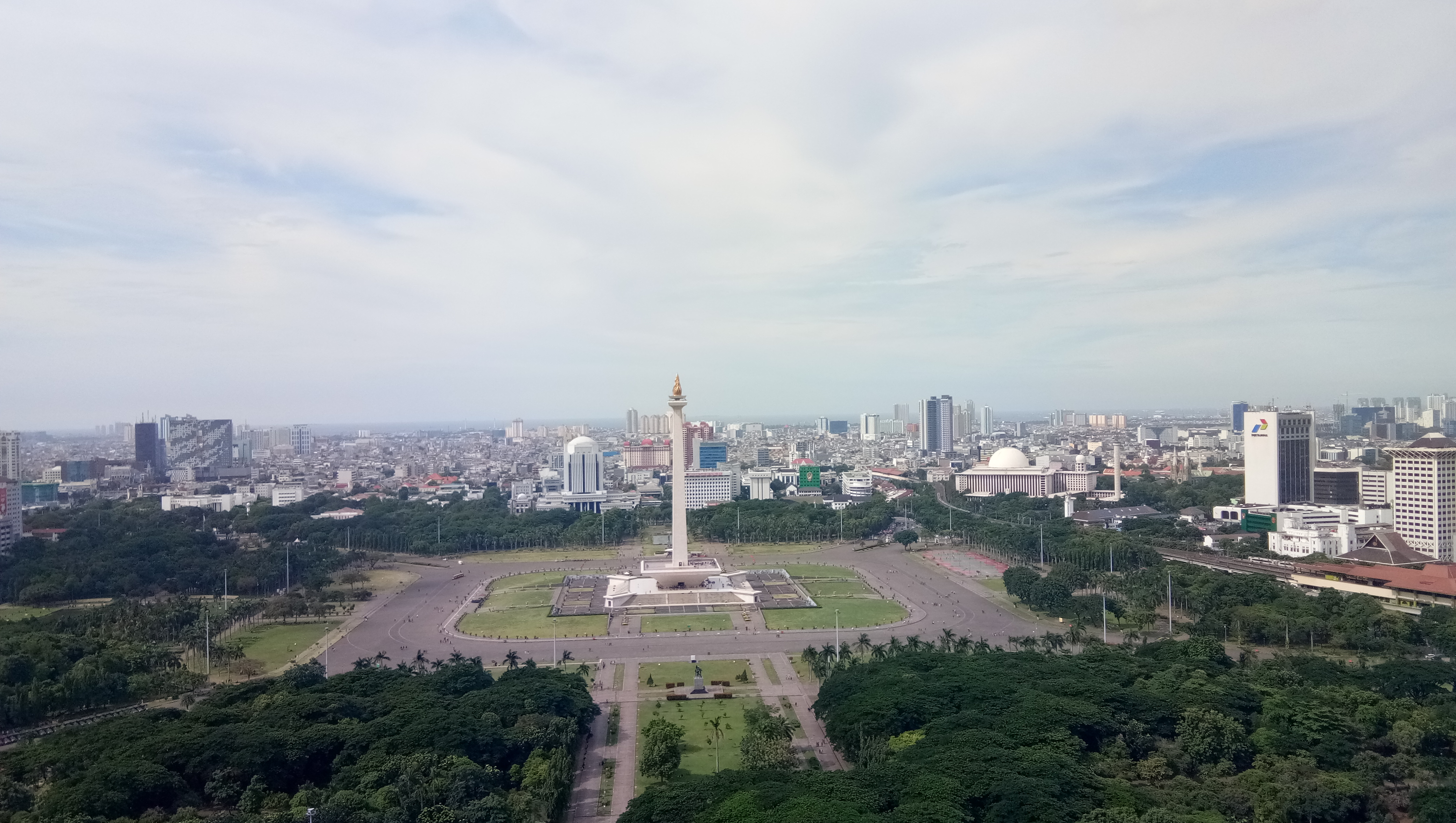
国家纪念塔是印尼独立的象征，位于首都雅加达独立广场的中心

印尼首都位于雅加达特区，是东南亚最古老的持续有人居住城市之一。不过，2024年4月25日《雅加达特区法令》生效后，根据该法令第63条规定，将在印尼总统签署总统令正式宣布迁移首都的时刻，失去法律上的首都地位，目前正处于迁都努山塔拉的过渡时期。
雅加达以前被称为巴达维亚，是荷属东印度事实上的首都。20世纪初，荷属东印度政府试图将首都从巴达维亚迁往万隆。 在印尼争取独立的斗争中，印尼政府将首都迁至日惹，然后迁往武吉丁宜，并在那里短暂停留，直至恢复对雅加达的控制。
2019年，佐科·维多多总统在议会发表年度国情咨文时，宣布一项将首都迁往加里曼丹的计划； 同年8月，印尼政府宣布在迁都的同时，未来十年将斥资400亿美元拯救雅加达免遭沉没。 东加里曼丹省作为该计划的据点，库台卡塔内加拉县和佩纳扬北巴塞尔县的部分将被划出，建造一个新的省级规划城市，首都将迁往更接近印尼地理中心的位置。2022年1月17日，该规划城市被命名为努山塔拉。 这项迁都计划是减少发展不平衡战略的一部分，目的是为减少爪哇与其他岛屿之间的发展不平等，并减轻雅加达作为印尼主要枢纽的负担。

## 时间线
| 日期           | 首都     | 说明 |
| -------------- | -------- | --- |
| 1945年8月17日  | 雅加达   | 蘇卡諾和穆罕默德·哈达在雅加达发布印尼独立宣言，雅加达成为印度尼西亚共和国事实上的首都。 |
| 1946年1月4日   | 日惹     | 雅加达被荷属印度民政局（NICA）控制，共和国首都迁至日惹，印尼政府于半夜乘火车进入市区。 |
| 1948年12月19日 | 武吉丁宜 | 日惹在克拉艾行动中被荷兰军队占领，总统苏卡诺和副总统哈达均被俘虏，并流放到邦加岛；沙弗魯丁·普拉維拉內加拉领导的印度尼西亚共和国紧急政府（PDRI）在武吉丁宜成立。 |
| 1949年7月6日   | 日惹     | 苏卡诺和哈达结束流亡回到日惹，1949年7月13日正式解散紧急政府，日惹继续作为印度尼西亚共和国的首都。印度尼西亚共和国是印度尼西亚联邦共和国的组成部分，雅加达曾经是联邦首都。 |
| 1950年8月17日  | 雅加达   | 印度尼西亚联邦共和国被苏卡诺解散，雅加达再次成为印度尼西亚共和国事实上的首都。 |
| 1961年8月28日  | 雅加达   | 印度尼西亚通过《1961年第2号总统令》，让雅加达成为法律上的首都；随后，《1964年第10号印度尼西亚法令》进一步加强地位。 |
| 未知           | 努山塔拉 | 总统佐科·維多多正式宣布将首都迁往东加里曼丹省，库台卡塔内加拉县和佩納揚北巴塞爾縣的一部分，将被征用为一个新的省级规划城市，早先预计最迟于2024年8月16日落成； 但是，因为工程延误，这项计划并未如期完成。 2024年10月初，佐科·维多多下达命令，最迟于2025年1月将公务员办公地点迁往努山塔拉； 2024年12月10日，总统普拉博沃·苏比安托宣布，将于2028年8月17日将总统办公室迁到新首都，所以此次迁都很可能会在其任期内完成。 |

## 殖民地、万隆和前共和国时期

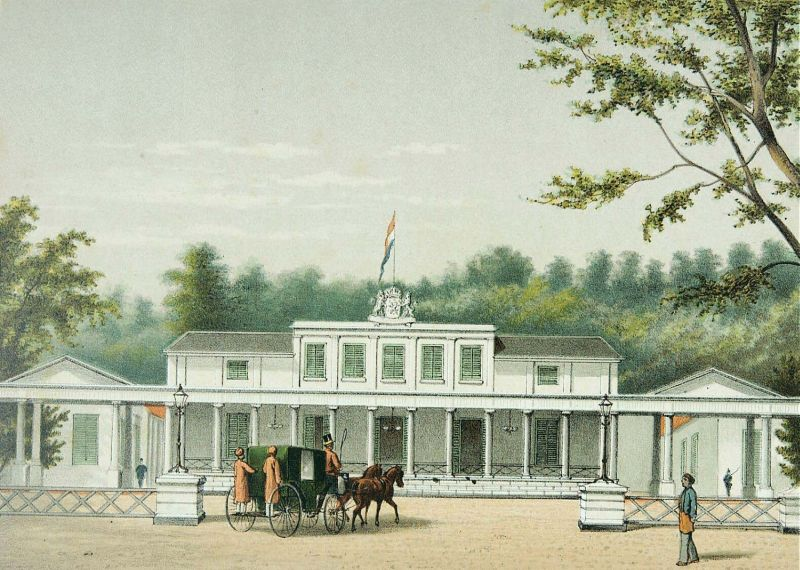
赖斯韦克宫（Paleis Rijswijk，今内加拉宫）石版画，收藏于熱帶博物館，1880年代作品

1621年，荷兰殖民者建立巴达维亚城，即现今首都雅加达的旧称。 最初，这是一座位于低洼沿海沼泽地区的城市，拥有欧洲风格的防御性城墙，以及荷兰风格的纵横交错运河；然而，恶劣的卫生条件和薄弱的排水系统，使得这座城市的卫生状况不佳，疟疾、霍乱和痢疾等疾病肆虐。1808年，荷属东印度总督赫尔曼·威廉·丹德尔斯决定离开当时破败不堪、卫生状况不佳的老城；随后，在更南边靠近韦尔特夫雷登（Weltevreden）的地方，建造一个新的市中心。因此，巴达维亚成为一座拥有两个中心的城市：巴达维亚老城区作为商业中心，是航运与贸易公司的办公室和仓库所在地；韦尔特夫雷登是政府、军队和商店的新据点。这两个中心由莫伦夫利特运河（Molenvliet Canal）和一条沿着水路延伸的道路（今Jalan Gajah Mada）连接起来。
20世纪初，荷属东印度政府决定将首都从巴达维亚迁往万隆。这个构想是将巴达维亚作为繁忙的贸易港口和商业中心，与万隆作为新的行政和政治中心分开。1920年代开始，迁都万隆的计划正在逐步进行，随着新城市的总体规划，一些政府大楼、长途电信（今印尼电信）、铁路网络（今印尼铁路）、邮政系统（今印尼邮政）、国防总部等都已建成在万隆，有些设施至今仍然存在（例如沙爹大樓）。它被规划为荷属东印度的行政中心，较后随着大萧条和第二次世界大战爆发，万隆迁都计划宣告失败。
1942年3月5日，巴达维亚被大日本帝国占领；同年3月9日，荷兰正式向日本军投降，殖民地的统治权移交给日本，巴达维亚被更名为雅加达特别市（ジャカルタ特別市）。1945年日本战败后，巴达维亚经历独立斗争的转型和动乱；1945年8月17日，印尼宣布独立，首都城市再次被命名为雅加达。

## 建国及革命时期
日本投降后，印尼于1945年8月17日宣布独立。这份公告在中雅加达Jalan Pegangsaan Timur No. 56（今Jalan Proklamasi）宣布，苏维约担任委员会主席。苏维约被认定是印尼独立的首任雅加达市长，行政机关被改为雅加达市国家行政管理局（Pemerintah Nasional Kota Jakarta）。1945年9月19日，苏卡诺在雅加达体育馆（今独立广场）举行盛大集会（Rapat Akbar），发表印尼独立和反殖民主义的演讲，开启印尼民族的革命时期。
印尼独立革命（1945年至1949年）期间，由于政治和军事对峙的紧张局势，共和国首都曾经多次迁移，作为战争期间的临时政府所在地，首都从雅加达迁至日惹（1946年至1948年），然后迁往武吉丁宜（1948年至1949年）； 1950年，共和国首都重归雅加达。

## 雅加达成为法定首都

印尼國家紀念塔矗立在雅加达市的独立广场中心，雅加达的大部分地标和纪念碑均建于苏卡诺执政时期

苏卡诺担任总统期间，雅加达被建立并发展为新共和国的首都。1957年，苏卡诺为帕朗卡拉亚奠定建设基础，并制定街道网格布局，作为中加里曼丹省新规划的首府。然而，苏卡诺预见这座新城市，未来可能成为新的国家首都，广阔的可用面积及其处于印尼群岛中心的地理位置，是这座城市的主要优势。尽管如此，苏卡诺似乎反而更青睐雅加达。1950年代末至60年代上半叶，苏卡诺在雅加达建立许多地标建筑物。苏卡诺执政期间，在雅加达构思与启动许多纪念性项目，包括国家纪念塔、伊斯蒂克拉爾清真寺、国会大厦和朋卡諾體育場主場館。苏卡诺还在雅加达建造许多民族主义纪念碑和雕像，包括欢迎纪念碑、潘佐兰的迪尔甘塔拉纪念碑和拉邦班登的西伊里安解放纪念碑。苏卡诺希望雅加达成为一个新的强大国家的灯塔，他因塑造雅加达的许多重要地标而受到赞誉。
1966年，雅加达获得官方认可地位，正式被称为雅加达首都特区（DKI Djakarta），进一步促进政府办公楼和外国使馆的建设速度。雅加达的基础建设发展迅速，从长远来看，需要制定总体规划来规范城市增长。自1966年以来，雅加达就稳步发展成为一座现代化的大都市。
苏哈托总统采取高度集权的新秩序政权期间，雅加达进一步确立成为国家的政治和经济核心。雅加达在快速发展和城市化的推动下，吸引来自群岛各地的大量新定居者，其中大多数来自爪哇农村城镇。城市高层建筑如雨后春笋般拔地而起，特别是在坦林大道、苏迪曼大道和库宁安大道沿线的商业和金融中心。结果，从1970年代开始，雅加达的人口急剧增加，并扩散到首都周边地区，大雅加达地区已成为东南亚最大，且人口最稠密的城市群。

### 雅加达撤销首都地位
现代的雅加达受交通拥堵、空气污染、地面沉降、洪涝灾害等多项问题困扰。这个城市大约40%面积低于海平面，地面以每年25厘米的速度下沉，由于北部临海地区被开发，城市面临海水倒灌风险。雅加达的水体污染严重，河流中时常漂满污物，水源被污染；此外，雅加达还常年因苏门答腊等地烧芭而产生雾霾天气。同时，印尼政府希望将经济发展的重心转移到东加里曼丹，因此2019年宣布迁都计划。
2022年1月18日，印尼政府宣布从2024年起，分阶段将首都自雅加达迁至努山塔拉；2024年4月，人民代表会议通过2024年第2号法令，颁布《雅加达特区法》，规定在印尼总统签署总统令后，将首都正式迁往努山塔拉；2024年11月19日，印尼国会通过2024年第151号法令，即“2024年第2号法令修正案”，撤销“雅加达首都特区”（DKI Jakarta）的首都地位，更名为“雅加达特区”（DK Jakarta），以便政府官员适时更改职位头衔； 尽管如此，总统普拉博沃设定的迁都期限为2028年8月17日，雅加达当下仍是过渡时期的印尼首都所在地。

## 新首都提案
从苏卡诺担任总统开始，一直就有讨论将印尼首都从雅加达迁往其他地点的提议。雅加达面临人口过剩、公共交通等城市基础设施缺乏、交通拥堵、城市区域侵占绿地、贫民窟在城市内蔓延、地下水过度开采、排水系统不完善，种种问题导致雅加达的生态恶化。雅加达随着地下水的枯竭，城市正在慢慢下沉；北部部分地区低于海平面，经常遭遇淹水，并于2007年和2013年经历大规模水灾。2010年，关于建立一个与经济和商业中心分开的新首都的争论仍在继续，由于雅加达的环境和人口过剩问题，苏西洛·班邦·尤多约诺总统支持建立新政治和行政中心的想法。

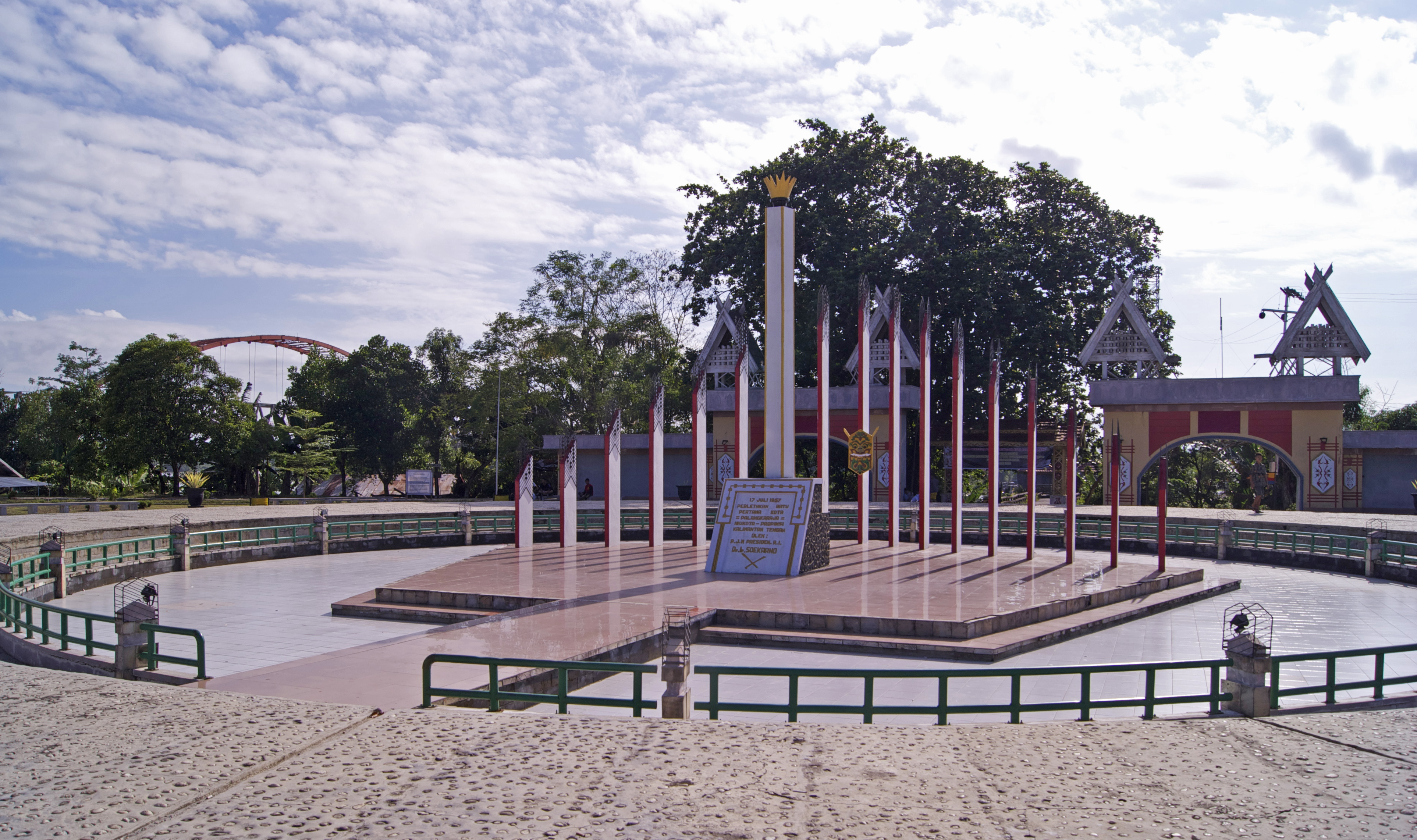
1957年7月17日，苏卡诺总统为帕朗卡拉亚奠基仪式而建造的纪念碑

多年来提出两种主要的替代方案： 第一种、建设一个新的规划城市来完全迁移国家首都，类似巴西将首都从里约热内卢迁至规划城市巴西利亚；第二种、保留雅加达作为官方首都，但建立一个单独的行政中心，类似马来西亚将联邦行政中心迁至布城。第一个提案的建议位置包括：
- 中加里曼丹省的帕朗卡拉亚。从1957年起，帕朗卡拉亚作为中加里曼丹省的首府，在首任总统苏卡诺执政时期，已经制定将其发展成为印尼未来首都的计划。[30] 帕朗卡拉亚的面积比雅加达更大，并且没有爪哇岛常见的地震和火山灾害。[31]
- 南加里曼丹省的马辰。马辰与帕朗卡拉亚相比，距离印尼的地理中心更近，更容易通往爪哇海，并且拥有更好的基础设施。[31]
- 哥打默迪卡（Kota Merdeka），位于中加里曼丹省西哥打瓦林因县庞卡兰布翁（英语：Pangkalan Bun）以北，拟议的规划城市。哥打默迪卡与遥远内陆的帕朗卡拉亚相比，距离沿海地区更近，并且更容易进入爪哇海。[32]
- 西加里曼丹省的坤甸。坤甸位于赤道，地理位置优越，毗邻卡里马塔海峡和南中国海，与新加坡、吉隆坡和斯里巴加湾市等其他东盟国家首都，位于相同的地理区域。[33]
- 南苏门答腊省的巨港。巨港作为海洋帝国三佛齐的首都，具有重大的历史意义，象征着群岛昔日辉煌的回归；并且地理位置优越，毗邻马六甲海峡的主要海上航线，靠近新加坡和吉隆坡等其他东盟国家首都。[34]

如果雅加达继续保留作为官方首都，行政中心将转移到附近的其他地点。建议的地点包括：
- 西爪哇省的绒果尔（英语：Jonggol）。绒果尔位于雅加达东南约40公里处，自苏哈托总统执政的新秩序开始，就拟定为印尼未来的首都。[35]
- 西爪哇省的卡拉旺（英语：Karawang），位于雅加达以东约60公里处。[36]
- 西爪哇省马贾伦卡县（英语：Majalengka Regency）的戈达查帝。戈达查帝位于雅加达以东约200公里，井里汶以西40公里处，拟议首都将连接到规划中的新西爪哇机场、爪哇铁路和跨爪哇收费公路（英语：Trans-Java toll road）。[37] 2019年总统选举期间，这个未得到充分利用的机场被嘲笑为“白象”，政策制定者面临展示相关项目的实用性，以及巨额账单的压力。[38]
- 万丹省勒巴克县的马贾。马贾位于雅加达以西约60公里处，大部分土地已被印尼银行重建局（英语：Indonesian Bank Restructuring Agency）收购。[39]
- 北雅加達行政市的雅加达湾（英语：Jakarta Bay）。2013年，时任雅加达市长的佐科·维多多提议，将印尼行政中心迁至规划中的雅加达湾未来填海岛屿；这项规划与国家首都沿海综合开发规划相一致，新建设行政区将位于计划在雅加达湾建造的金翅鸟形岛屿。[40]

## 首都迁至努山塔拉

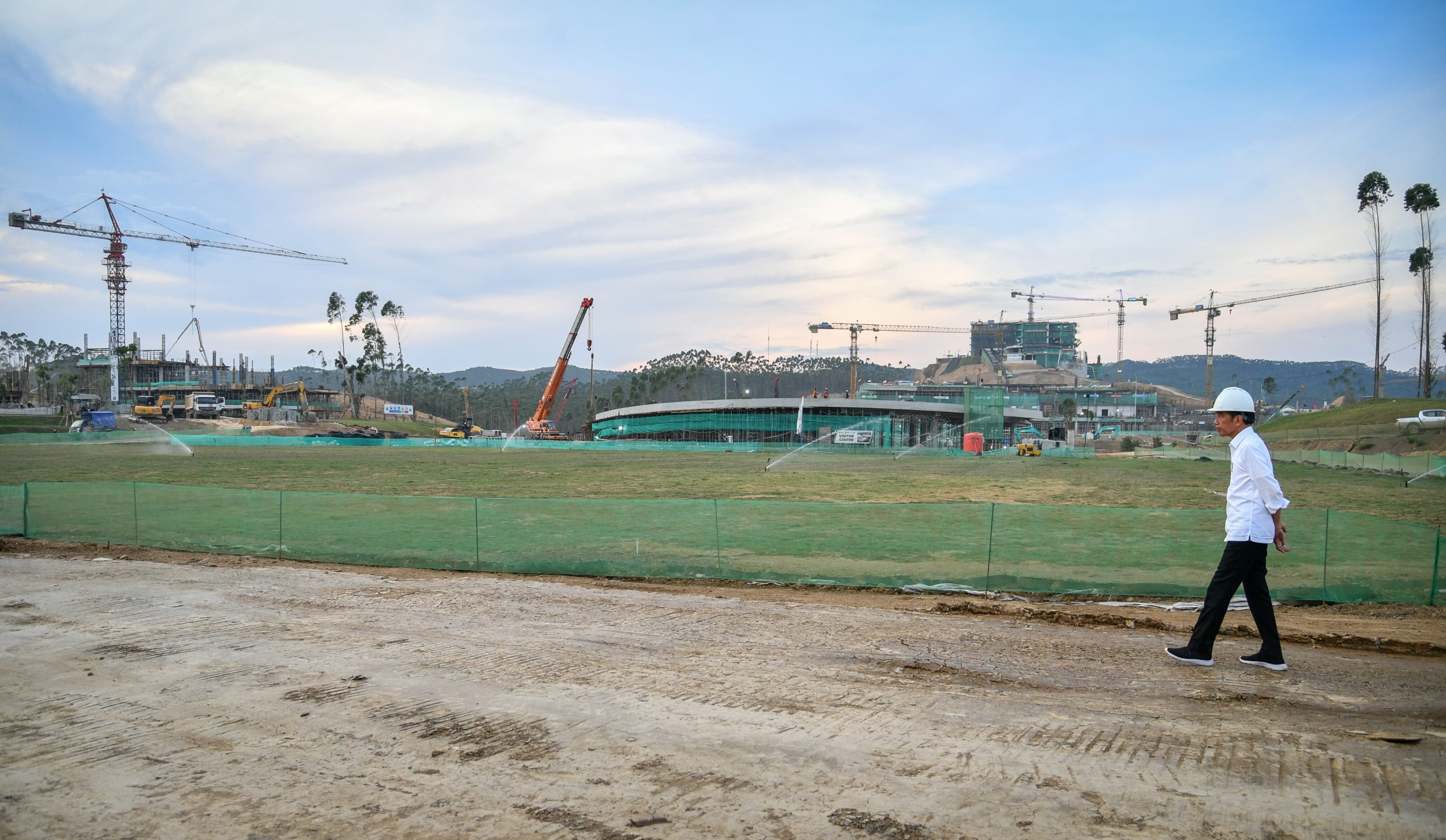
佐科·维多多巡视努山塔拉建设进度，背景中可以看到未来总统府和建筑群

2017年4月，佐科·維多多（佐科维）总统考虑将首都从雅加达迁出，并计划在2017年底前完成对替代地点的评估。印尼国家发展规划部官员附和表示，政府已经决心将首都迁出爪哇岛。 2019年4月，印尼政府宣布雅加达未来不再是国家首都，并计划用10年时间，将所有政府机关迁至新首都。 国家发展规划部推荐南加里曼丹、中加里曼丹和东加里曼丹三个省，因为它们都符合新首都的要求，包括相对不受地震和火山影响。2017年4月该计划宣布后不久，佐科维就视察加里曼丹的两个替代地点：东加里曼丹的苏哈托山（Bukit Soeharto）和中加里曼丹帕朗卡拉亚附近的三角洲地区。
新首都的开发工作于2019年8月23日开始，佐科维发出第R-34/Pres/08/2019号总统信函，该信函包含两个附件：（1）总统关于迁都的研究报告，以及（2）关于人民代表会议支持迁都的请求。
2019年8月26日，佐科维宣布新首都将位于东加里曼丹省，由佩纳扬北巴塞尔县和库台卡塔内加拉县划出部分，成为一个新的行政区。 国家发展规划部宣布，此举预计将耗资466万亿盾（约327亿美元），政府打算承担19%的成本，其余部分主要来自公私合作伙伴关系，以及国有企业和私营部门的直接投资。 印尼国会于2022年1月18日通过这项法案，预计要到2022年3月完成新冠肺炎疫苗大规模接种活动，才能开始施工。
2021年9月上旬，迁都法案完成。 9月29日，佐科维政府通过国务秘书和国家发展规划部，向人民代表会议提交包含迁都综合法案的总统信函。 该法案规定的众多项目中，包含组建努山塔拉首都管理局（Otorita Ibu Kota Negara Nusantara）计划，该机构将负责管理新首都，并直接向总统负责的特殊机构。新设立的机构具有部级性质，因为其任职者是由总统任命，并具有特别的地方治理权力，使其有点类似于省长。 同时，法案还规范首都管理局如何运作其资金、税收和回报，以及新首都的资产管理。
2022年1月17日，印尼政府与人民代表会议（DPR）和地方代表理事会（DPD）举行的特别委员会会议上，国家发展规划部长苏哈索·莫诺阿尔法透露，新国家首都将命名为努山塔拉国家首都（IKN Nusantara）。
由于迁都计划是在佐科维的第二个任期（即是最后一个任期）中期提交，人民协商会议（MPR，由DPR和DPD组成）紧急重新发布《印尼宪法修正案》，并重新制定《国家基础纲要》（Pokok-Pokok Haluan Negara，PPHN），为该项目提供长期的安全性和可持续性，以确保其在佐科维离任后仍继续进行。

### 政治结构
地缘政治角度而言，新首都的领地可能会由佩纳扬北巴塞尔县的瑟巴库（Sepaku）和库台卡塔内加拉县的三波加（Samboja）组成一个新的省级行政区； 巴厘巴板将成为一个被首都包围的半飞地。

### 提案设计

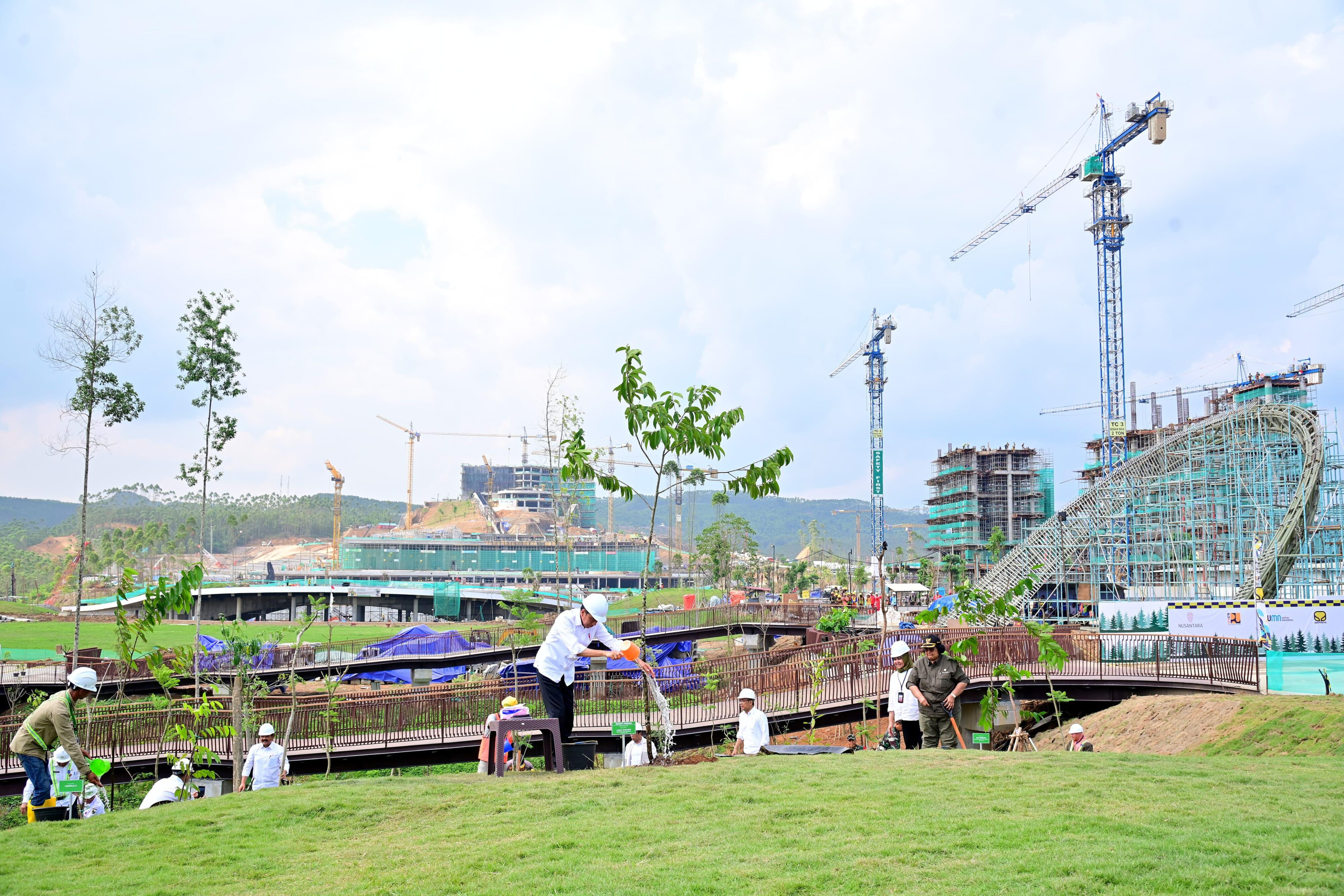
施工现场正在植树

2019年10月3日至12月20日，公共工程和公共住房部举办首都城市设计竞赛；2019年12月23日公布结果，第一名的优胜者是URBAN+设计的“Nagara Rimba Nusa”（森林群岛的国度）。 印尼政府将与前三名优胜者和国际设计师合作，在2020年3至4月前完善最终的设计流程。 至少有来自中国、日本、美国3个国家的设计师，参与新首都设计计划。
新首都的建构概念，在设计竞赛前约三个月前提出，核心座右铭是“智能、绿色和美丽”，与设计获胜者的主要概念一致。 2022年1月17日，新首都公布命名为努山塔拉（群岛之首都）。